# تپه چهار داخ
تپه چهار داخ مربوط به عصر آهن است و در شهرستان ابهر، بخش سلطانیه، دهستان سلطانیه، ۷۲۰ متری شمال روستای کبود گنبد واقع شده و این اثر در تاریخ ۲۶ دی ۱۳۸۶ با شمارهٔ ثبت ۲۰۵۳۰ به‌عنوان یکی از آثار ملی ایران به ثبت رسیده است.